# Antigues Escoles de Mafet
Les Antigues Escoles de Mafet és un edifici de Mafet, al municipi d'Agramunt (Urgell) protegit com a bé cultural d'interès local.

## Descripció
L'edifici de l'escola és una sola casa construïda a principis del segle XX entre dos carrers en desnivell. El de baix és el carrer del forn de pa, avui dia hi ha la plaça de la Germandat i a dalt trobem la plaça de l'Església. L'edifici és de forma rectangular amb coberta de teula àrab a dues aigües amb el carener paral·lel a la façana de la plaça de la Germandat. L'aparell és de carreus irregulars tan sols desbastats. Als anglès hi trobem carreus més grans. Les obertures es distribueixen de forma irregular. Es pot accedir a l'edifici per les dues façanes. A la façana de la plaça de la Germandat trobem una porta al costat esquerre i una petita finestra al mateix nivell. A la planta pis hi ha dues finestres d'arc escarser i un balcó, amb barana de ferro, de la mateixa forma. Al pis superior hi ha tres finestres rectangulars, mentre que a les golfes trobem petites obertures quadrades.
A causa del desnivell del terreny on se situa l'immoble la façana de la plaça de l'església no presenta tanta alçada. A ran de carrer hi ha 3 portes, una d'elles amb tres graons i una petita finestra quadrada. A la planta pis hi un balcó entre dues finestres. Per acabar, trobem les finestres corresponents a les golfes.
En un costat trobem unes escales que comuniquen els dos carrers i a l'altre el pati de l'escola. L'accés a l'escola es feia per la plaça de l'església que representava el primer pis per la façana de baix i la planta baixa per la plaça de l'església. Més endavant, als anys 20 s'hi va construir un pis superior per acollir la casa del mestre.

## Història
A principis del segle XX es construeix l'escola sobre el forn de pa del poble. Als anys 20 s'hi afegeix el pis superior del mestre. L'any 1937 amb motiu de la Guerra Civil es tanca l'escola. El 1939 l'escola reprèn l'activitat docent amb la mestra Herminia Mazón. Se succeeixen diferents mestres fins que als anys 60 l'escola tanca i els nens de Mafet comencen a anar a escola a Agramunt.